# Archive of Our Own
Archive of Our Own (obvykle zkráceno na AO3) je neziskový archív a úložiště s otevřeným zdrojovým kódem (tzv. OSS – open source software) určený pro fanfikce a další fanouškovská díla. Stránky byly vytvořeny v roce 2008 Společností pro transformativní tvorbu (angl. Organization for Transformative Works, zkráceně OTW) a v roce 2009 přešly do beta verze. Od té doby archiv roste. V únoru 2014 dosáhl miliónu zveřejněných fanfikcí. V říjnu 2022 bylo na AO3 uveřejněno již deset miliónů fanfikcí, přičemž poslední milión přibyl za pouhých sedm měsíců. V roce 2019 získal cenu Hugo pro nejlepší dílo spojené s žánrem sci-fi/fantasy.

## Historie
V roce 2007 vznikl web s názvem FanLib s cílem profitovat na fanfiction. Zatímco fanfikce byly psány převážně ženami, FanLib byl řízen výhradně muži. Kritika stávajících fanfikčních domén se stala podnětem pro založení Organization for Transformative Works (zkráceně OTW), která si dala za cíl zaznamenávat a archivovat fanouškovskou tvorbu a kulturu kolem ní. V říjnu 2008 spustila OTW Archive of Our Own (zkráceně AO3). Název webu byl odvozen od blogového příspěvku spisovatelky Naomi Novikové, kterým reagovala na nezájem FanLibu o podporu fanouškovské komunity a vyzvala k vytvoření „An Archive of One's Own“. Název by inspirován esejí A Room of One's Own, Vlastní pokoj od Virginie Woolfové, ve které Woolfová řekla, že aby žena spisovatelka mohla tvořit, potřebuje k tomu vlastní prostor, čas a finanční prostředky.  

## Základní charakteristika
AO3 se definuje především jako archív, nikoli jako sociální síť nebo online komunita.
Archive of Our Own umožňuje autorům publikovat jakýkoli obsah, pokud je legální. Toto pravidlo vzniklo jako reakce na politiku jiných populárních hostitelských stránek fanfikcí jako LiveJournal, který svého času začal mazat účty spisovatelů, kteří psali to, co stránka považovala za pornografii, nebo FanFiction.Netu, který zakazuje četné typy příběhů, včetně těch, které odkazují na díla vytvořená autory, kteří neschvalují fanfikce.
Archive of Our Own běží na open source softwaru (OSS) naprogramovaném téměř výhradně dobrovolníky. Vývojáři webu umožňují uživatelům odesílat požadavky na funkce na webu. AO3 má přibližně 700 dobrovolníků, kteří pomáhají v dobrovolnických výborech zaměřených na témata jako dokumentace, komunikace, zásady používání archivu a jejich porušování.
AO3 využívá tagovací systém, který kombinuje využití přednastavených tagů (jako např. na Fanfiction.net) a uživateli spontánně vytvářených tagů (jako na Wattpadu a mnoha sociálních sítích). Autoři mohou ke svým dílům přiřazovat nejen již existující tagy, tzv. základní tagy (též nazývané kanonické tagy), ale také tagy vlastní, které ovšem tým dobrovolníků, pokud se jedná o synonyma již existujících tagů, páruje s tagy základními. Mimo jiné jsou tak slova v češtině spárována s odpovídajícími kanonizovanými anglickými názvy tagů. AO3 umožňuje prostřednictvím těchto tagů pokročilé vyhledávání, jehož výsledky lze dále třídit – lze hledat kombinace tagů nebo konkrétní tagy vyloučit.